# TAP Portugal
TAP Air Portugal, známá také jako TAP Portugal je portugalská vlajková letecká společnost, sídlící na letišti Lisabon-Portela, které používá jako hlavní leteckou základnu. Létá také z letiště Porto. TAP (Transportes Aéreos Portugueses) je od roku 2005 členem letecké aliance Star Alliance, v lednu 2017 provozovala 2 500 letů týdně do 76 destinací v 29 zemích v Evropy, Afriky, Severní a Jižní Ameriky. V lednu 2017 byla společnost z 50 % vlastněna portugalským státem, z 45 % společností Atlantic Gateway Consortium a z 5 % zaměstnanci a spolupracovníky TAP. Byla založena v roce 14. března 1945 jako Transportes Aéreos Portugueses, v roce 2005 byla přejmenována na TAP Portugal, s čímž se pojilo i nové zbarvení letadel. Společnost vlastní portugalskou regionální leteckou společnost TAP Express, jejíž flotila se v lednu 2017 skládala z 17 strojů a létala do 23 destinací, provozuje také nákladní lety pod značkou TAP Cargo.
Podle poradenství Skytrax je TAP Portugal tří-hvězdičková letecká společnost. V roce 2008 hospodařila skupina TAP se ztrátou 286 milionů eur (7,7 miliardy korun), její závazky jsou od té doby vyšší než účetní hodnota aktiv.
V roce 2018 se TAP Air Portugal stala prvním operátorem Airbusu A330neo na světě, když ke konci listopadu převzala svůj první Airbus A330-900neo. Společnost má celkem 21 objednávek na tento typ, kterým nahradí své už stárnoucí Airbusy A330-200, Airbusy A330-300 a Airbusy A340-300.

## Destinace

### Codeshare
TAP Portugal má v lednu 2017 codeshare dohodu s následujícími leteckými společnostmi:
| - Aegean Airlines - Air Canada - Air China - Alitalia - All Nippon Airways - Austrian Airlines - Azores Airlines - Azul Brazilian Airlines - Brussels Airlines - Croatia Airlines | - EgyptAir - Emirates - Ethiopian Airlines - Etihad Airways - Finnair - JetBlue - LAM Mozambique Airlines - LOT Polish Airlines - Lufthansa | - S7 Airlines - Singapore Airlines - South African Airways - Swiss International Air Lines - Thai Airways - Gol Transportes Aéreos - Turkish Airlines - Ukraine International Airlines - United Airlines |

### Praha
Společnost TAP Portugal létá z Lisabonu od 1. června 2004 pravidelně také na pražské Letiště Václava Havla, ve stejný měsíc v roce 2004 tento dopravce zahájil také linky do Benátek a Budapešti, kam ale od roku 2016 nelétá. Na linku do Prahy nasazuje Airbus A319, Airbus A320 či Airbus A321. V zimní sezóně 2016/17 do Prahy létala tato společnost 8krát týdně, což bylo o jednu frekvenci více než předchozí zimní sezónu. Na letní sezónu 2017 TAP Portugal oznámil navýšení letů až na 10 frekvencí týdně.

## Flotila

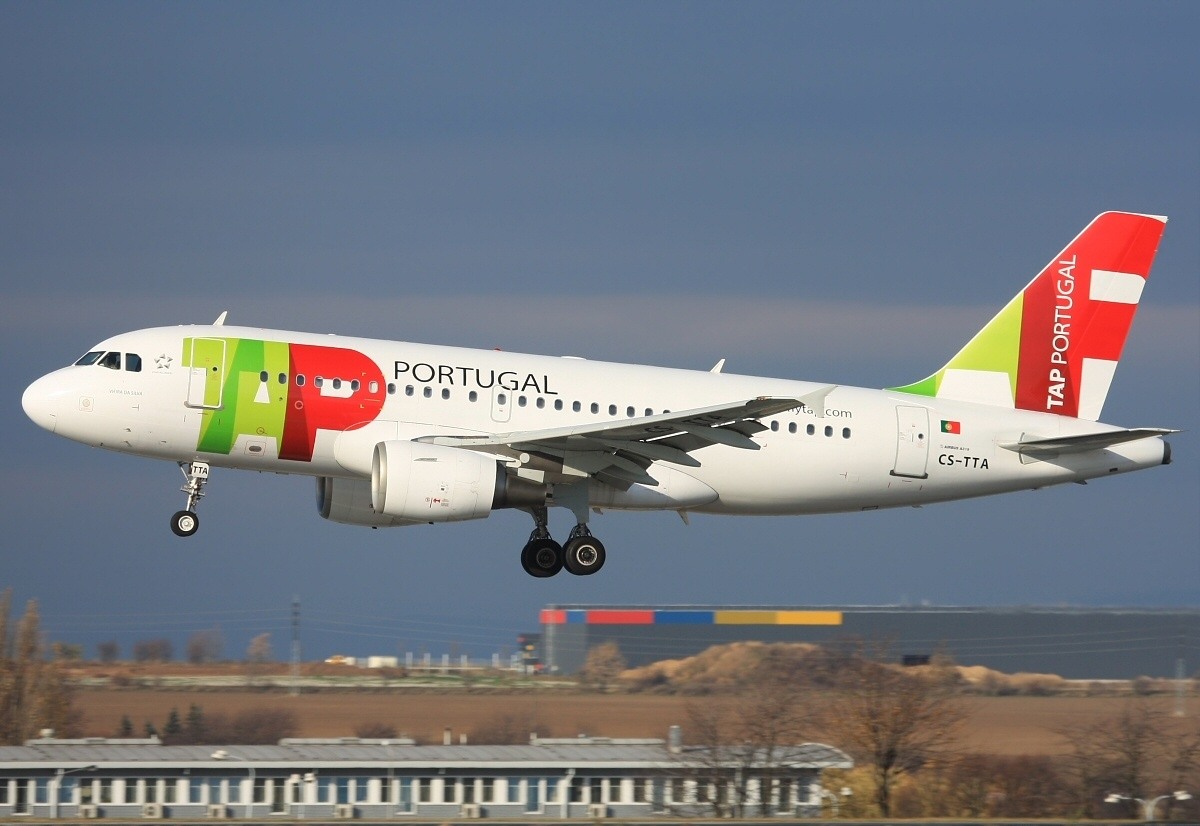
Airbus A319-111 přistávající na Letišti Václava Havla v Praze, rok 2013

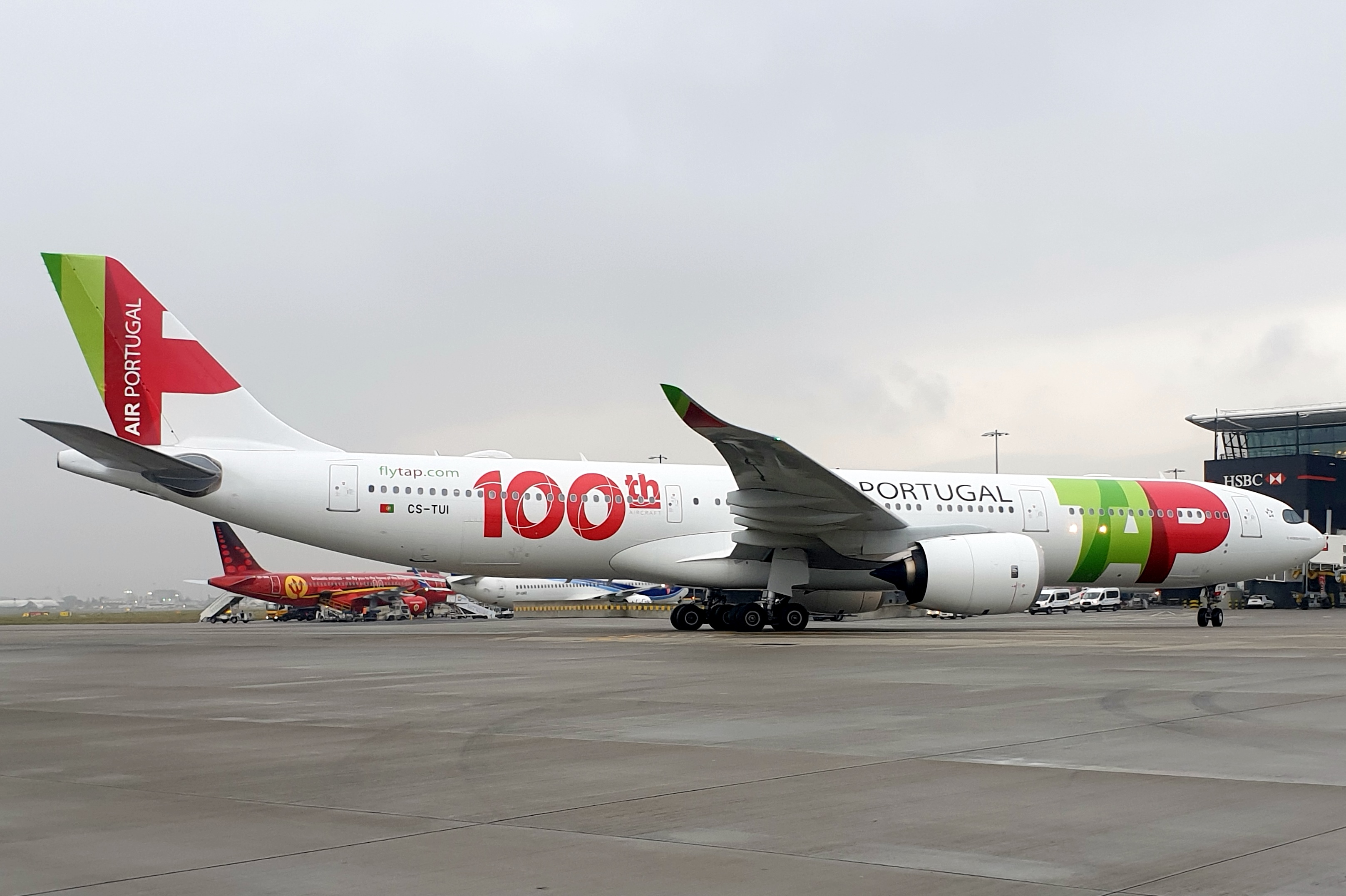
V květnu 2019 dosáhla flotila TAP Air Portugal celkem 100 letadel. Portugalské aerolinie tento úspěch oslavily letadlem Airbus A330neo se speciálním zabarvením.

### Současná
K lednu 2025 se flotila TAP Air Portugal skládala z následujících letadel, průměrného stáří 9,4 let:
| Letadlo            | Počet | Objednávky | Cestující | Cestující | Cestující | Cestující | Poznámky |
| Letadlo            | Počet | Objednávky | C         | Y+        | Y         | Celkem    | Poznámky |
| ------------------ | ----- | ---------- | --------- | --------- | --------- | --------- | --- |
| Airbus A319-100    | 3     | —          | 30        | —         | 102       | 132       | |
| Airbus A320-200    | 15    | —          | 18        | —         | 150       | 168       | CS-TNP je v barvách Star Alliance. |
| Airbus A320neo     | 15    |            | —         | —         | 174       | 174       | |
| Airbus A321-200    | 3     | —          | 20        | —         | 174       | 204       | |
| Airbus A321neo     | 23    |            | 12        | —         | 204       | 216       | |
| Airbus A321LR      | 7     | 6          | 16        |           | 152       | 168       | Dodávky začaly v prvním čtvrtletí 2019.                                                                                               |
| Airbus A330-200    | 3     | —          | 25        | —         | 244       | 265       | Starší letadla budou nahrazena Airbusy A330-900neo                                                                                    |
| Airbus A330-900neo | 19    |            | 34        | 96        | 168       | 298       | První zákazník tohoto typu. TAP Air Portugal tímto typem nahradí své stárnoucí Airbusy A330-200, Airbusy A330-300 a Airbusy A340-300. |

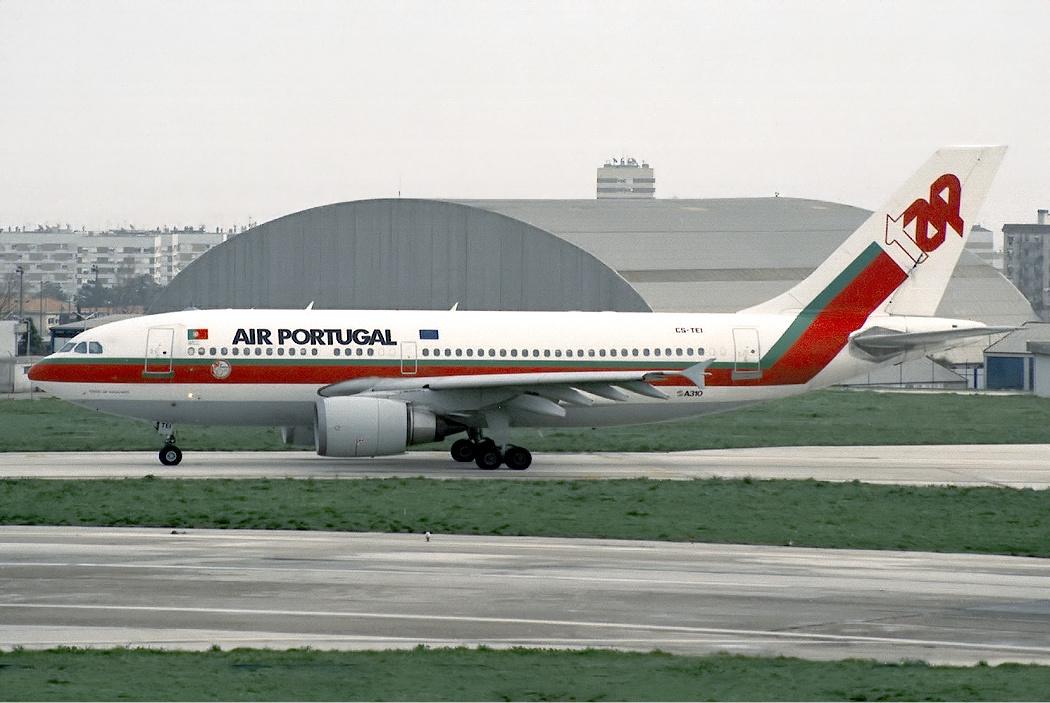
Airbus A310-300 ve starých barvách TAP Portugal, rok 1995

| Embraer 190        | 12    | —          | —         | —         | 106       | 106       | TAP Express. Operováno Portugália Airlines.                                                                                           |
| Embraer 195        | 7     | —          | —         | —         | 118       | 118       | TAP Express. Operováno Portugália Airlines.                                                                                           |
| Celkem             | 100   |            |           |           |           |           | |

### Historická
V minulosti provozovaly TAP Air Portugal následující typy letadel:
- Airbus A310-300
- Airbus A330-300
- Airbus A340-300
- Boeing 707-320B
- Boeing 727-100
- Boeing 727-200
- Boeing 737-200
- Boeing 737-300
- Boeing 747-200
- de Havilland Canada DHC-6 Twin Otter
- Douglas DC-3
- Douglas DC-4
- Lockheed L-1011 TriStar
- Lockheed L-1049 Super Constellation
- Sud Aviation Caravelle

## Odkazy

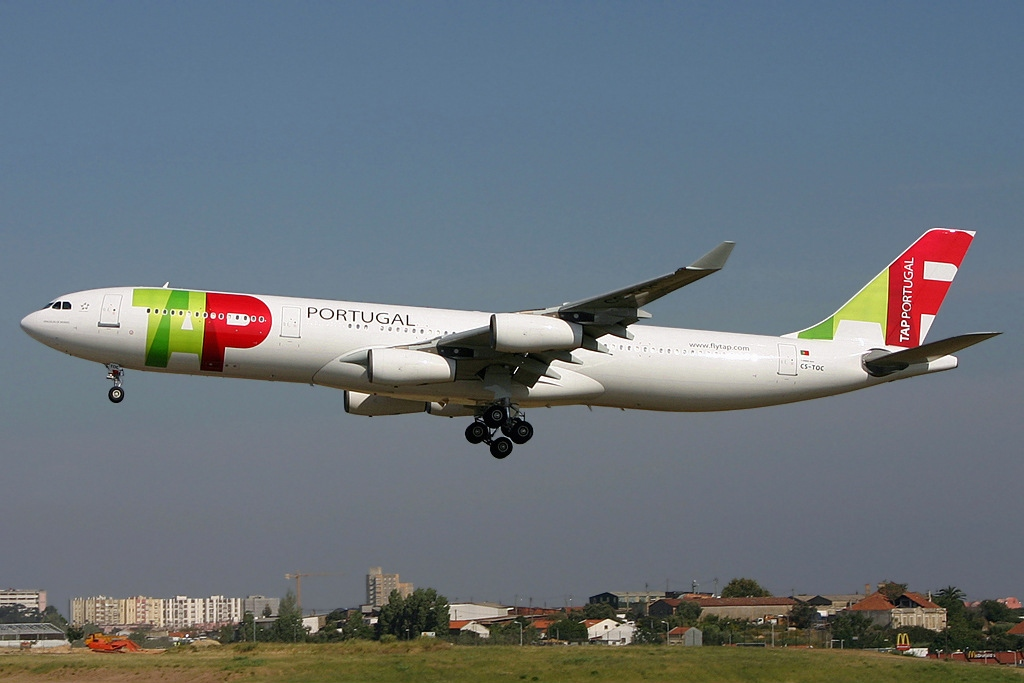
Dálkový letoun Airbus A340-312 TAP Portugal v roce 2007